# Ozols
Ozols, pseudonimo di Ģirts Rozentāls (Riga, 21 luglio 1979), è un rapper lettone.

## Biografia
Ex membro del gruppo musicale Fact, ha intrapreso la propria carriera come artista solista nel 2001, pubblicando l'album in studio di debutto Cieņa un mīlestība, che per aver totalizzato oltre 10 000 esemplari fisici venduti a livello nazionale a fine luglio del medesimo anno ha ricevuto una certificazione d'oro dalla Latvijas Izpildītāju un producentu apvienība. Il successo conquistato dal disco gli ha permesso di vincere due statuette nell'ambito del Zelta Mikrofons, il premio lettone più prestigioso in ambito musicale, come Miglior album hip hop e Miglior canzone hip hop per O-Z-O-Ls. Anche Pārdaugava ha vinto un Zelta Mikrofons.
Tre anni dopo ha partecipato a Džungļu zvaigzne, andato in onda su TV3, dove tuttavia non è arrivato in finale.
Nel 2011 si è snodata la tournée nazionale Panorama Tour, iniziata a Līvāni e conclusasi presso la capitale lettone il 7 aprile. Ha successivamente reso disponibile il disco Neona pilsēta, vincitore di un Zelta Mikrofons, che ha fatto il proprio ingresso al 13º posto nella graduatoria nazionale della LAiPA. Salauzta sirds, una collaborazione con Dons, è divenuta la sua prima top five nella hit parade dei singoli.
A maggio 2021 ha firmato un contratto discografico con la divisione baltica della Sony Music.

## Discografia

### Album in studio
- 2001 – Cieņa un mīlestība
- 2002 – Augstāk tālāk stiprāk
- 2003 – Dūzis
- 2009 – Neatkarība
- 2015 – Atpakaļ nākotnē
- 2017 – Semestris (con i Tehnikums)
- 2018 – Neona pilsēta
- 2020 – Yauda
- 2023 – 1979
- 2025 – Dubultslazds (con Sudrabu Sirds)

### Album dal vivo
- 2020 – Sporta Live

### EP
- 2019 – Kruīza kontroles zēni (con Katapullt)
- 2022 – Starpsezonas mīlas balādes

### Singoli
- 2016 – Laika kapsula
- 2017 – Tu vari tēlot (con i Tehnikums)
- 2018 – Stils (Remix) (feat. Singapūras Satīns & Rolands Če)
- 2018 – Nekad
- 2019 – Klints īstvuds
- 2019 – Peldētājs (feat. Jumprava)
- 2020 – Pavasaris
- 2020 – Mans ceļš
- 2020 – Saldējuma sezona
- 2020 – Nāves ēnā
- 2020 – Antidepresanti (con ZeBrene)
- 2021 – Cīņa Live 2020 (feat. Linda Leen & Rolands Če)
- 2021 – Lielais flexxx
- 2022 – Diamanta svelme
- 2023 – Es nevaru būt balts
- 2023 – Brīvības iela
- 2023 – Pazudušais dēls (feat. Kristīne Prauliņa, Riga Gospel Choir & NiklāvZ)
- 2024 – Esnākuārālike
- 2024 – Pilsētas garša
- 2025 – Pasaulīte (con i Very Cool People e Žoržs Siksna)
- 2025 – 150
- 2025 – Kaija (con Sudrabu Sirds)